# Zavitinsk
Zavitinsk (en russe : Завитинск) est une ville de l'oblast de l'Amour, en Russie, et le centre administratif du raïon de Zavitinsk. Sa population s'élevait à 10 445 habitants en 2019.

## Géographie
Zavitinsk est arrosée par la rivière Zavitaïa et se trouve à 138 km à l'est de Blagovechtchensk et à 5 731 km à l'est de Moscou.

## Histoire
La ville a été fondée en 1906 et nommée Zavitaïa, comme la rivière extrêmement sinueuse qui l'arrose. Un événement important fut, à partir de 1912, la construction de la section de l'Amour du chemin de fer Transsibérien. Depuis la gare de Zavitaïa, construite en 1914, part une ligne secondaire vers Poïarkovo, au bord de l'Amour, à la frontière chinoise. Zavitinsk a obtenu le statut de commune urbaine en 1936, et celui de ville en 1954, en même temps que le nom de Zavitinsk.
A environ 5 km au nord-est, se trouve la base aérienne de Zavitinsk.

## Population
Recensements (*) ou estimations de la population
| 1939*  | 1959*  | 1970*  | 1979*  | 1989*  |
| ------ | ------ | ------ | ------ | ------ |
| 11 738 | 16 025 | 19 009 | 17 475 | 21 838 |

| 2002*  | 2010*  | 2012   | 2013   | 2014   |
| ------ | ------ | ------ | ------ | ------ |
| 14 248 | 11 481 | 11 285 | 11 122 | 10 952 |

| 2015   | 2016   | 2017   | 2018   | 2019   |
| ------ | ------ | ------ | ------ | ------ |
| 10 876 | 10 830 | 10 743 | 10 721 | 10 445 |

## Transports
Zavitinsk se trouve sur le chemin de fer Transsibérien, au kilomètre 7985 depuis Moscou. Zavitinsk est à 1 787 km de Tchita et à 538 km de Khabarovsk.